# Zavedení eura v Česku

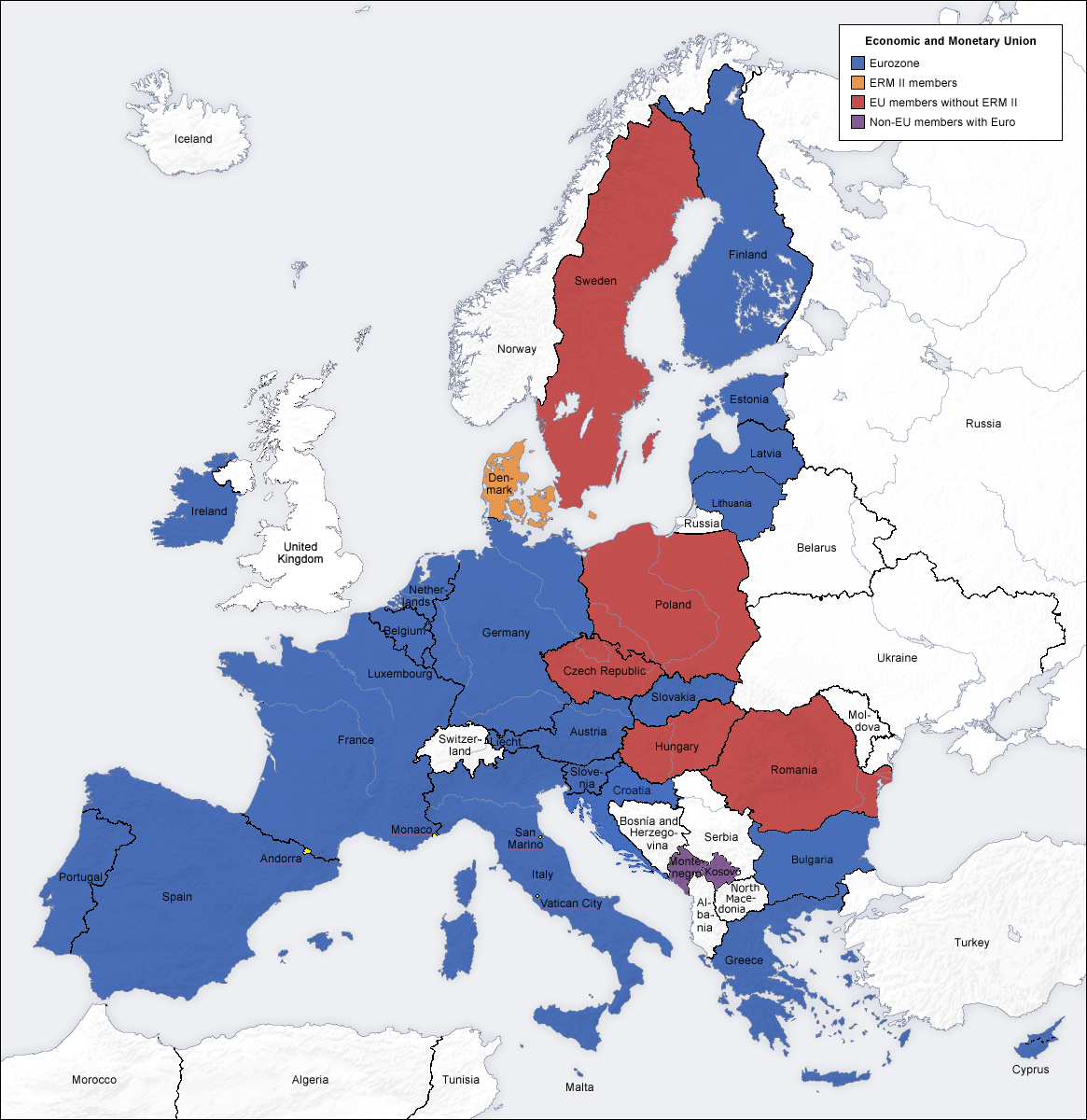
Evropské země používající euro jako svou měnu
členské státy eurozóny
země EU zapojené do ERM II
země EU mimo ERM II
státy mimo EU používající euro

Zavedení eura v Česku je politický cíl a plánované kroky k přijetí společné evropské měny, ke kterému se Česko zavázalo přístupovou smlouvou do Evropské unie v roce 2003, dle níž by Česko mělo vstoupit do eurozóny, pokud bude splňovat tzv. konvergenční neboli maastrichtská kritéria. Proces přechodu z národní měny (české koruny, CZK) na euro nebyl doposud (duben 2025) zahájen a ani nebyl stanoven termín vstupu do tzv. mechanismu směnných kurzů ERM II, který je jedno z konvergenčních kritérií, a následného přijetí evropské měny.
Přestože je na tom Česko ekonomicky dobře a je schopné plnit všechny podmínky, kvůli pokračující evropské dluhové krizi je společnost vůči přijetí eura většinově negativně naladěná. Podle průzkumu CVVM z července 2020 si zavedení eura přálo 24 % lidí, zatímco 69 % bylo proti a 7 % nebylo rozhodnuto. V dubnu 2023 podle průzkumu Eurobarometru bylo pro zavedení eura 45 % občanů a 55 % bylo proti.

## Historie
V referendu o vstupu ČR do Evropské unie (2003) souhlasilo se vstupem 77,3 % účastníků hlasování. Od vstupu do EU v květnu 2004 přijalo Česko fiskální a monetární politiku, jejímž účelem bylo sblížit makroekonomické podmínky se zbytkem Unie. Původně plánovalo Česko přijmout euro v roce 2010, ale hospodářské statistiky z roku 2006 ukázaly, že je tento cíl nerealistický a přijetí eura bylo odsunuto na neurčito. V lednu 2007 prohlásil ministr financí Kalousek, že realistické datum by bylo v roce 2012, ale v listopadu téhož roku řekl, že je to příliš brzy. Podle hodnocení ze srpna 2008 by i přijetí před rokem 2015 bylo předčasné. V říjnu 2009 se vyjádřil tehdejší ministr financí Eduard Janota, že rok 2015 jako termín není realistický. V červnu 2008 spekuloval guvernér ČNB Zdeněk Tůma o roce 2019.

### Nedávný vývoj
Evropská dluhová krize snížila zájem Česka na zapojení se do eurozóny. Tehdejší premiér Nečas prohlásil, že podmínky panující v eurozóně se od dob přijetí přístupové smlouvy výrazně změnily a že by se mělo konat referendum, zda do ní země vstoupí i za nových podmínek. Strana TOP 09, koaliční partner, s pořádáním referenda nesouhlasila.
V dubnu 2013 ministerstvo financí ČR ve zprávě k plnění konvergenčních kritérií pro Evropskou komisi uvedlo, že Česko zatím nestanovilo žádné pevné datum přijetí eura a že v roce 2013 neplánuje vstoupit do ERM II. V květnu 2013 prohlásil Miroslav Singer, tehdejší guvernér ČNB, že podle jeho názoru by Česko nemělo přijímat euro před rokem 2019.
Miloš Zeman, který byl zvolen prezidentem na začátku roku 2013, podpořil přijetí eura v Česku, ale zároveň je pro konání referenda v této záležitosti. Krátce po svém zvolení ale řekl, že Česko nebude na přijetí připraveno dříve než za pět let. Bohuslav Sobotka řekl krátce po svém zvolení, že jeho vláda nebude činit kroky k přijetí eura, ale bude se tím zabývat až další vláda a jako realistické datum uvedl rok 2020. Oproti tomu ministr zahraničí Lubomír Zaorálek prohlásil, že Česko by mělo přijmout euro co nejdříve. Podobný názor zastává i opoziční TOP 09, která před parlamentními volbami 2013 měla v programu přijetí eura v letech 2018–2020.
V dubnu 2014 zaslal ministr financí Andrej Babiš Evropské komisi dopis, ve kterém vysvětlil, že Česko nevstoupí v roce 2014 do ERM II. Jeho snahou je, aby členství ERM II bylo co nejkratší před samotným přijetím eura. Dále podle něj fiskální problémy eurozóny spolu s nemožností předvídat vývoj měnové unie nedává zatím vhodnou příležitost k přijetí eura.
V červnu 2014 Miloš Zeman prohlásil, že Česko by mělo přijmout euro už v roce 2017 a argumentoval přitom výhodností pro celou českou ekonomiku. Opoziční ODS na to odpověděla peticí proti zavedení eura.
V dubnu 2015 prohlásila vláda, že Česko nepřijme ERM II před rokem 2017, což znamená nezavede euro před rokem 2020. Dále ale dodala, že pokud vyhraje další volby, bude činit kroky k přijetí eura do roku 2020.
Miloš Zeman se k přijetí eura vrátil v prosinci 2015 v rozhovoru pro slovenskou agenturu TASR. Řekl, že Česko by mělo přijmout euro pokud možno první den poté, co z eurozóny vypadne Řecko. V reakci na to Řecko povolalo svého velvyslance v Praze ke konzultacím.
Po ukončení měnové intervence ČNB v roce 2017 začal Svaz průmyslu a dopravy stupňovat tlak na politiky, aby přijali euro. Přijetí eura se stalo jednou z hlavních priorit, které se objevily na Svazem průmyslu a dopravy vypracovaném seznamu priorit, na které by se měla zaměřit vláda, která vznikne po podzimních sněmovních volbách v roce 2017. Přijetí eura je ale odmítáno jak Andrejem Babišem, tak premiérem Bohuslavem Sobotkou. Podle Andreje Babiše je česká koruna pro ekonomické zájmy Česka důležitá a po přijetí eura by Česko doplácelo na Řecko a další státy, které v eurozóně nemají být. Podle Bohuslava Sobotky není nutné s přijetím eura spěchat. Podle prezidenta Svazu průmyslu a dopravy Jaroslava Hanáka by přijetí eura ulevilo exportérům, kteří mají tržby v eurech, ale mzdy a daně platí v korunách, a navíc je podle něj životně důležité, aby Česko, jakožto země závislá na exportu, zůstala na jedné lodi s Německem.
V době svojí kandidatury na prezidenta České republiky podporoval Jiří Drahoš brzké přijetí eura.
Na akci Setkání lídrů českého exportu se Babiš s Rusnokem shodli, že vstup Česka do eurozóny by se mohl odehrát při kurzu 20 Kč za €.
Přestože podpora pro zavedení eura ze strany českého průmyslu stoupá, podpora přijetí eura veřejností díky problémům v eurozóně při krizi a po krizi poklesla, v dubnu 2018 dosahovala pouhých 23–24 %.
Miroslav Lukeš, šéf Mastercard, se domnívá, že Česko do roku 2038 euro, které v té době bude už existovat ve velké míře pouze jako elektronická měna, přijme.
Na popud MF a ČNB se vláda koncem roku 2018 rozhodla odložit termín přijetí eura na dobu neurčitou, kritéria pro vstup Česko sice splňuje, jsou zde ovšem obavy o znehodnocení úspor občanů a obavy o dopad závazků na stát kvůli změnám pravidel eurozóny.
V roce 2024 prezident Petr Pavel ve svém novoročním projevu vyzval ke konkrétním krokům, aby Česká republika přijala euro. Následně v lednu 2024 skupina poslanců za ANO navrhla přijetí ústavního zákona o referendu, ve kterém by se mj. rozhodlo o možnosti vstoupení České republiky do eurozóny.

## Argumenty pro a proti přijetí eura

### Pro zavedení eura
- Snadná cenová porovnatelnost s jinými zeměmi.[13]
- Pohodlnější a levnější cestování.[13]
- Snížení transakčních nákladů.[13]
- Zrychlení a zjednodušení přeshraničních transakcí.
- Ochrana před kurzovými výkyvy koruny vůči euru.[13]
- Spolurozhodování o měnové politice eurozóny.[13][14]
- Zvýšený tlak na rozpočtovou kázeň.[14]
- Vyšší atraktivita pro zahraniční investory (na Slovensku, v Slovinsku, v Estonsku a v Lotyšsku došlo po zavedení eura k nárůstu zahraničních investic).[15]
- Zjednodušení administrativy (české firmy vyvážejí ze 65 % do zemí eurozóny).[15]
- Značná část české ekonomiky funguje v eurech. Firmy jej využívají k placení nájmů, zboží, vedou v něm účetnictví. Tato tendence je zvláště výrazná u větších firem.[16][17][18]
- Většina firemních úvěrů v Česku je vedena v eurech.[19]

### Proti zavedení eura
- Ztráta samostatné měnové politiky státu.[13][20]
  - Směnný kurz a úrokové sazby nebude možné používat jako nástroj státní politiky.[13]
  - Americký ekonom Joseph Stiglitz, profesor Kolumbijské univerzity, nositel Nobelovy ceny za ekonomii (2001), bývalý držitel vedoucích pozic ve Světové bance a Mezinárodním měnovém fondu popisuje ve své knize The Euro (2016), že absence státních institucí v EU, které jsou nezbytnou podmínkou pro funkční jednotnou měnu jakékoliv ekonomiky a zároveň nemožnost jednotlivých států EU určovat si vlastní měnovou politiku kvůli existenci eura vede k dlouhodobému ekonomickému úpadku eurozóny. Ze svého proevropského pohledu Stiglitz tvrdí, že hlavním problémem Evropské unie je právě euro, protože různorodé ekonomiky evropských států – místo využívání měnových politik pro svůj ekonomický rozvoj – jsou nuceny přijmout měnovou politiku severní části eurozóny (jmenovitě Německa a severských států), která je pro mnohé státy (především jižní blok) ekonomicky nevýhodná. Stiglitz také ze svého výzkumu odvozuje, že ekonomická stagnace způsobená eurem vede k odporu veřejnosti proti samotné EU a k nástupu pravicových a populistických stran.[21][22]
- Zapojení do Evropského stabilizačního mechanismu.[13]
  - Hlasy proti přijetí eura se objevují z důvodu placení finanční pomoci Řecku a dalším státům především na jihu Evropy.[23][24] Například Slovensko, které již přijalo euro, souhlasilo v roce 2012, že do Evropského stabilizačního mechanismu (Euroval) přispěje 660 miliony eur (okolo 16,7 miliardy Kč).[25]
- Riziko vnímané inflace. Obyvatelé zemí, kde bylo zavedeno, měli pocit, že dochází ke zdražování. To se většinou nepotvrdilo.[26]
- Riziko krátkodobého zdražování.[13]

## Plnění podmínek
V roce 1992 stanovila Maastrichtská smlouva, že státy budou moci přijmout euro při dodržení jistých ekonomických kritérií. Česko v roce 2016 plnilo čtyři z pěti podmínek přijetí eura; jedinou nesplněnou podmínkou bylo zapojení do ERM II.
V letech 2018, 2020 a 2022 nebyla splněna podmínka maximální míry inflace a byly tak plněny pouze tři  z pěti podmínek vstupu do měnové unie.
| Konvergenční kritéria | Konvergenční kritéria | Konvergenční kritéria          | Konvergenční kritéria             | Konvergenční kritéria             | Konvergenční kritéria           | Konvergenční kritéria    | Konvergenční kritéria           | Konvergenční kritéria   |
| Rok vydání zprávy     | Země                  | Míra inflace (HICP)            | Nadměrné zadlužení                | Nadměrné zadlužení                | Směnný kurz                     | Směnný kurz              | Dlouhodobá úroková sazba        | Kompatibilita práva     |
| Rok vydání zprávy     | Země                  | Míra inflace (HICP)            | Rozpočet k HDP                    | Celkový dluh vůči HDP             | Členství v ERM II               | Pohyb kurzu              | Dlouhodobá úroková sazba        | Kompatibilita práva     |
| 2012 ECB Report       | Referenční hodnoty    | Max. 3,1 % (k 31. březnu 2012) | Neotevřeno (K 31. březnu 2012)    | Neotevřeno (K 31. březnu 2012)    | Min. 2 roky (k 31. březnu 2012) | Max. ±15 % (za rok 2011) | Max. 5,80 % (k 31. březnu 2012) | Ano (k 31. březnu 2012) |
| 2012 ECB Report       | Referenční hodnoty    | Max. 3,1 % (k 31. březnu 2012) | Max. 3,0 % (Rozpočtový rok 2011)  | Max. 60 % (Rozpočtový rok 2011)   | Min. 2 roky (k 31. březnu 2012) | Max. ±15 % (za rok 2011) | Max. 5,80 % (k 31. březnu 2012) | Ano (k 31. březnu 2012) |
| --------------------- | --------------------- | ------------------------------ | --------------------------------- | --------------------------------- | ------------------------------- | ------------------------ | ------------------------------- | ----------------------- |
| 2012 ECB Report       | Česko                 | 2,7 %                          | Otevřeno                          | Otevřeno                          | Ne                              | 2,7 %                    | 3,54 %                          | Ne                      |
| 2012 ECB Report       | Česko                 | 2,7 %                          | 3,1 %                             | 41,2 %                            | Ne                              | 2,7 %                    | 3,54 %                          | Ne                      |
| 2013 ECB Report       | Referenční hodnoty    | Max. 2,7 % (k 30. dubnu 2013)  | Neotevřeno (k 30. dubnu 2013)     | Neotevřeno (k 30. dubnu 2013)     | Min. 2 roky (k 30. dubnu 2013)  | Max. ±15 % (za rok 2012) | Max. 5,5 % (k 30. dubnu 2013)   | Ano (k 30. dubnu 2013)  |
| 2013 ECB Report       | Referenční hodnoty    | Max. 2,7 % (k 30. dubnu 2013)  | Max. 3,0 % (Rozpočtový rok 2012)  | Max. 60 % (Rozpočtový rok 2012)   | Min. 2 roky (k 30. dubnu 2013)  | Max. ±15 % (za rok 2012) | Max. 5,5 % (k 30. dubnu 2013)   | Ano (k 30. dubnu 2013)  |
| 2013 ECB Report       | Česko                 | 2,8 %                          | Otevřeno                          | Otevřeno                          | Ne                              | −2,3 %                   | 2,30 %                          | Není známo              |
| 2013 ECB Report       | Česko                 | 2,8 %                          | 4,4 %                             | 45,8 %                            | Ne                              | −2,3 %                   | 2,30 %                          | Není známo              |
| 2014 ECB Report       | Referenční hodnoty    | Max. 1,7 % (k 30. dubnu 2014)  | Neotevřeno (k 30. dubnu 2014)     | Neotevřeno (k 30. dubnu 2014)     | Min. 2 roky (k 30. dubnu 2014)  | Max. ±15 % (za rok 2013) | Max. 6,2 % (k 30. dubnu 2014)   | Ano (k 30. dubnu 2014)  |
| 2014 ECB Report       | Referenční hodnoty    | Max. 1,7 % (k 30. dubnu 2014)  | Max. 3,0 % (Rozpočtový rok 2013)  | Max. 60 % (Rozpočtový rok 2013)   | Min. 2 roky (k 30. dubnu 2014)  | Max. ±15 % (za rok 2013) | Max. 6,2 % (k 30. dubnu 2014)   | Ano (k 30. dubnu 2014)  |
| 2014 ECB Report       | Česko                 | 0,9 %                          | Otevřeno (Uzavřeno v červnu 2014) | Otevřeno (Uzavřeno v červnu 2014) | Ne                              | −3,3 %                   | 2,21 %                          | Ne                      |
| 2014 ECB Report       | Česko                 | 0,9 %                          | 1,5 %                             | 46,0 %                            | Ne                              | −3,3 %                   | 2,21 %                          | Ne                      |
| 2016 ECB Report       | Referenční hodnoty    | Max. 0,7 % (k 30. dubnu 2016)  | Neotevřeno (k 18. květnu 2016)    | Neotevřeno (k 18. květnu 2016)    | Min. 2 roky (k 18. květnu 2016) | Max. ±15 % (za rok 2015) | Max. 4,0 % (k 30. dubnu 2016)   | Ano (k 18. květnu 2016) |
| 2016 ECB Report       | Referenční hodnoty    | Max. 0,7 % (k 30. dubnu 2016)  | Max. 3,0 % (Rozpočtový rok 2015)  | Max. 60 % (Rozpočtový rok 2015)   | Min. 2 roky (k 18. květnu 2016) | Max. ±15 % (za rok 2015) | Max. 4,0 % (k 30. dubnu 2016)   | Ano (k 18. květnu 2016) |
| 2016 ECB Report       | Česko                 | 0,4 %                          | Žádné                             | Žádné                             | Ne                              | 0,9 %                    | 0,6 %                           | Ne                      |
| 2016 ECB Report       | Česko                 | 0,4 %                          | 0,4 %                             | 41,1 %                            | Ne                              | 0,9 %                    | 0,6 %                           | Ne                      |
| 2018 ECB Report       | Referenční hodnoty    | Max. 1,9 % (k 31. březnu 2018) | Neotevřeno (k 3. květnu 2018)     | Neotevřeno (k 3. květnu 2018)     | Min. 2 roky (k 3. květnu 2018)  | Max. ±15 % (za rok 2017) | Max. 3,2 % (k 31. březnu 2018)  | Ano (k 20. březnu 2018) |
| 2018 ECB Report       | Referenční hodnoty    | Max. 1,9 % (k 31. březnu 2018) | Max. 3,0 % (Rozpočtový rok 2017)  | Max. 60 % (Rozpočtový rok 2017)   | Min. 2 roky (k 3. květnu 2018)  | Max. ±15 % (za rok 2017) | Max. 3,2 % (k 31. březnu 2018)  | Ano (k 20. březnu 2018) |
| 2018 ECB Report       | Česko                 | 2,2 %                          | Žádné                             | Žádné                             | Ne                              | 2,6 %                    | 1,3 %                           | Ne                      |
| 2018 ECB Report       | Česko                 | 2,2 %                          | −1,6 % (přebytek)                 | 34,6 %                            | Ne                              | 2,6 %                    | 1,3 %                           | Ne                      |
| 2020 ECB Report       | Referenční hodnoty    | Max. 1,8 % (k 31. březnu 2020) | Neotevřeno (k 7. květnu 2020)     | Neotevřeno (k 7. květnu 2020)     | Min. 2 roky (k 7. květnu 2020)  | Max. ±15 % (za rok 2019) | Max. 2,9 % (k 31. březnu 2020)  | Ano (k 24. březnu 2020) |
| 2020 ECB Report       | Referenční hodnoty    | Max. 1,8 % (k 31. březnu 2020) | Max. 3,0 % (Rozpočtový rok 2019)  | Max. 60 % (Rozpočtový rok 2019)   | Min. 2 roky (k 7. květnu 2020)  | Max. ±15 % (za rok 2019) | Max. 2,9 % (k 31. březnu 2020)  | Ano (k 24. březnu 2020) |
| 2020 ECB Report       | Česko                 | 2,9 %                          | Žádné                             | Žádné                             | Ne                              | −0,1 %                   | 1,5 %                           | Ne                      |
| 2020 ECB Report       | Česko                 | 2,9 %                          | −0,3 % (přebytek)                 | 30,8 %                            | Ne                              | −0,1 %                   | 1,5 %                           | Ne                      |
| 2022 ECB Report       | Referenční hodnoty    | Max. 4,9 % (k dubnu 2022)      | Neotevřeno (k 25. květnu 2022)    | Neotevřeno (k 25. květnu 2022)    | Min. 2 roky (k 25. květnu 2022) | Max. ±15 % (za rok 2021) | Max. 2,6 % (k dubnu 2022)       | Ano (k 25. březnu 2022) |
| 2022 ECB Report       | Referenční hodnoty    | Max. 4,9 % (k dubnu 2022)      | Max. 3,0 % (Rozpočtový rok 2021)  | Max. 60 % (Rozpočtový rok 2021)   | Min. 2 roky (k 25. květnu 2022) | Max. ±15 % (za rok 2021) | Max. 2,6 % (k dubnu 2022)       | Ano (k 25. březnu 2022) |
| 2022 ECB Report       | Česko                 | 6,2 %                          | Žádné                             | Žádné                             | Ne                              | 3,1 %                    | 2,5 %                           | Ne                      |
| 2022 ECB Report       | Česko                 | 6,2 %                          | 5,9 % (výjimka)                   | 41,9 %                            | Ne                              | 3,1 %                    | 2,5 %                           | Ne                      |

## Veřejné mínění
Lidé byli tázáni, zda si přejí zavedení eura namísto české koruny.
| Rok           | ANO  | NE   | Neví | Náskok   | Prováděl     |
| ------------- | ---- | ---- | ---- | -------- | ------------ |
| 2001          | 52 % | 23 % | 25 % | 29 p. b. | CVVM         |
| 2002          | 53 % | 24 % | 23 % | 29 p. b. | CVVM         |
| 2003          | 58 % | 31 % | 11 % | 27 p. b. | CVVM         |
| 2004          | 56 % | 35 % | 9 %  | 21 p. b. | CVVM         |
| 2005          | 52 % | 37 % | 11 % | 15 p. b. | CVVM         |
| 2006          | 45 % | 45 % | 10 % | 0 p. b.  | CVVM         |
| 2007          | 45 % | 48 % | 7 %  | 3 p. b.  | CVVM         |
| 2008          | 45 % | 46 % | 9 %  | 1 p. b.  | CVVM         |
| 2009          | 44 % | 47 % | 9 %  | 3 p. b.  | CVVM         |
| 2010          | 38 % | 55 % | 7 %  | 17 p. b. | CVVM         |
| 2011          | 21 % | 75 % | 4 %  | 54 p. b. | CVVM         |
| 2012          | 19 % | 76 % | 5 %  | 57 p. b. | CVVM         |
| 2013          | 18 % | 77 % | 5 %  | 59 p. b. | CVVM         |
| 2014          | 19 % | 76 % | 5 %  | 57 p. b. | CVVM         |
| 2015          | 24 % | 69 % | 7 %  | 45 p. b. | CVVM         |
| 2016          | 17 % | 78 % | 5 %  | 61 p. b. | CVVM         |
| 2017          | 21 % | 72 % | 7 %  | 51 p. b. | CVVM         |
| 2018          | 20 % | 73 % | 7 %  | 53 p. b. | CVVM         |
| 2019          | 20 % | 75 % | 5 %  | 55 p. b. | CVVM         |
| 2020          | 24 % | 69 % | 7 %  | 45 p. b. | CVVM         |
| 2021          | 25 % | 70 % | 5 %  | 45 p. b. | CVVM         |
| 2023          | 22 % | 73 % | 5 %  | 51 p. b. | CVVM         |
| 2004          | 52 % | 48 % | 0 %  | 4 p. b.  | Eurobarometr |
| 2005          | 49 % | 51 % | 0 %  | 2 p. b.  | Eurobarometr |
| 2006          | 56 % | 44 % | 0 %  | 12 p. b. | Eurobarometr |
| 2007          | 57 % | 43 % | 0 %  | 14 p. b. | Eurobarometr |
| 2008          | 54 % | 46 % | 0 %  | 8 p. b.  | Eurobarometr |
| 2009 – květen | 61 % | 39 % | 0 %  | 22 p. b. | Eurobarometr |
| 2009 – září   | 48 % | 52 % | 0 %  | 4 p. b.  | Eurobarometr |
| 2010          | 41 % | 59 % | 0 %  | 18 p. b. | Eurobarometr |
| 2011          | 13 % | 82 % | 5 %  | 69 p. b. | Eurobarometr |
| 2012          | 13 % | 81 % | 6 %  | 68 p. b. | Eurobarometr |
| 2013          | 14 % | 80 % | 6 %  | 66 p. b. | Eurobarometr |
| 2014          | 16 % | 77 % | 7 %  | 61 p. b. | Eurobarometr |
| 2015          | 29 % | 70 % | 1 %  | 41 p. b. | Eurobarometr |
| 2016          | 29 % | 70 % | 1 %  | 41 p. b. | Eurobarometr |
| 2017          | 29 % | 70 % | 1 %  | 41 p. b. | Eurobarometr |
| 2018          | 33 % | 66 % | 1 %  | 33 p. b. | Eurobarometr |
| 2019          | 39 % | 60 % | 1 %  | 21 p. b. | Eurobarometr |
| 2020          | 34 % | 63 % | 3 %  | 29 p. b. | Eurobarometr |
| 2021          | 33 % | 67 % | 0 %  | 34 p. b. | Eurobarometr |
| 2022          | 44 % | 55 % | 2 %  | 11 p. b. | Eurobarometr |
| 2023          | 45 % | 55 % | 1 %  | 10 p. b. | Eurobarometr |
| 2024          | 49 % | 50 % | 1 %  | 1 p. b.  | Eurobarometr |
| 2005          | 44 % | 56 % | 0 %  | 12 p. b. | STEM         |
| 2006          | 47 % | 53 % | 0 %  | 6 p. b.  | STEM         |
| 2010          | 30 % | 70 % | 0 %  | 40 p. b. | STEM         |
| 2011          | 22 % | 78 % | 0 %  | 56 p. b. | STEM         |

Počátkem roku 2024 svůj průzkum s jinak formulovanými otázkami provedly i Seznam Zprávy, podle nějž zavedení eura odmítá 40 % lidí, naproti tomu 40 % českých občanů by ho zavedlo už do 10 let a dalších 20 % někdy v budoucnu. Současně z něj vyplynulo, že čím více se občané obávají zdražování, tím více odmítají společnou evropskou měnu. Z hlediska voličských preferencí podporují přijetí eura do 10 let voliči STAN a Pirátů (shodně 91 %) a také Spolu (82 %), zatímco proti přijetí jsou voliči ANO (57 %) a zejména SPD (76 %).
Na podporu zavedení eura v Česku vznikl v roce 2019 spolek Pro euro v srdci Evropy, který si klade za cíl přijetí eura a jeho propagaci. Spolek vytvořil petici Pro euro. Mezi podporovateli jsou uvedeni Luděk Niedermayer, Vít Rakušan, Markéta Pekarová Adamová, Tomáš Petříček, Jan Farský, Janina Hřebíčková, Ivan Pilip, Václav Hampl, Mikuláš Peksa, Nadia Rovderová, Daniel Herman, Kateřina Jacques Bursíková, Marek Orko Vácha, Adam Gebrian, Michal Bláha, Jaroslav Hutka a Jiří Zlatuška.

## Postoj politických stran k přijetí eura
Pro přijetí eura:
- STAN
- TOP 09
- Piráti
- KDU-ČSL
- SOCDEM
- Zelení

Proti přijetí eura:
- ANO
- ODS
- SPD
- KSČM
- Přísaha
- AUTO
- Svobodní